# Sakuma drops
Sakuma drops (サクマ(式)ドロップス, Sakuma(-shiki) Doroppusu) é um doce japonês feito pela Sakuma Candy Co., sediada em Ikebukuro, Tóquio. Os doces estão disponíveis desde o período Meiji (1908), sendo facilmente reconhecido no Japão. São vendidos em latas de 4 por 3,5 polegadas, além de ser consideradas itens colecionáveis, já que o seu design muda frequentemente.

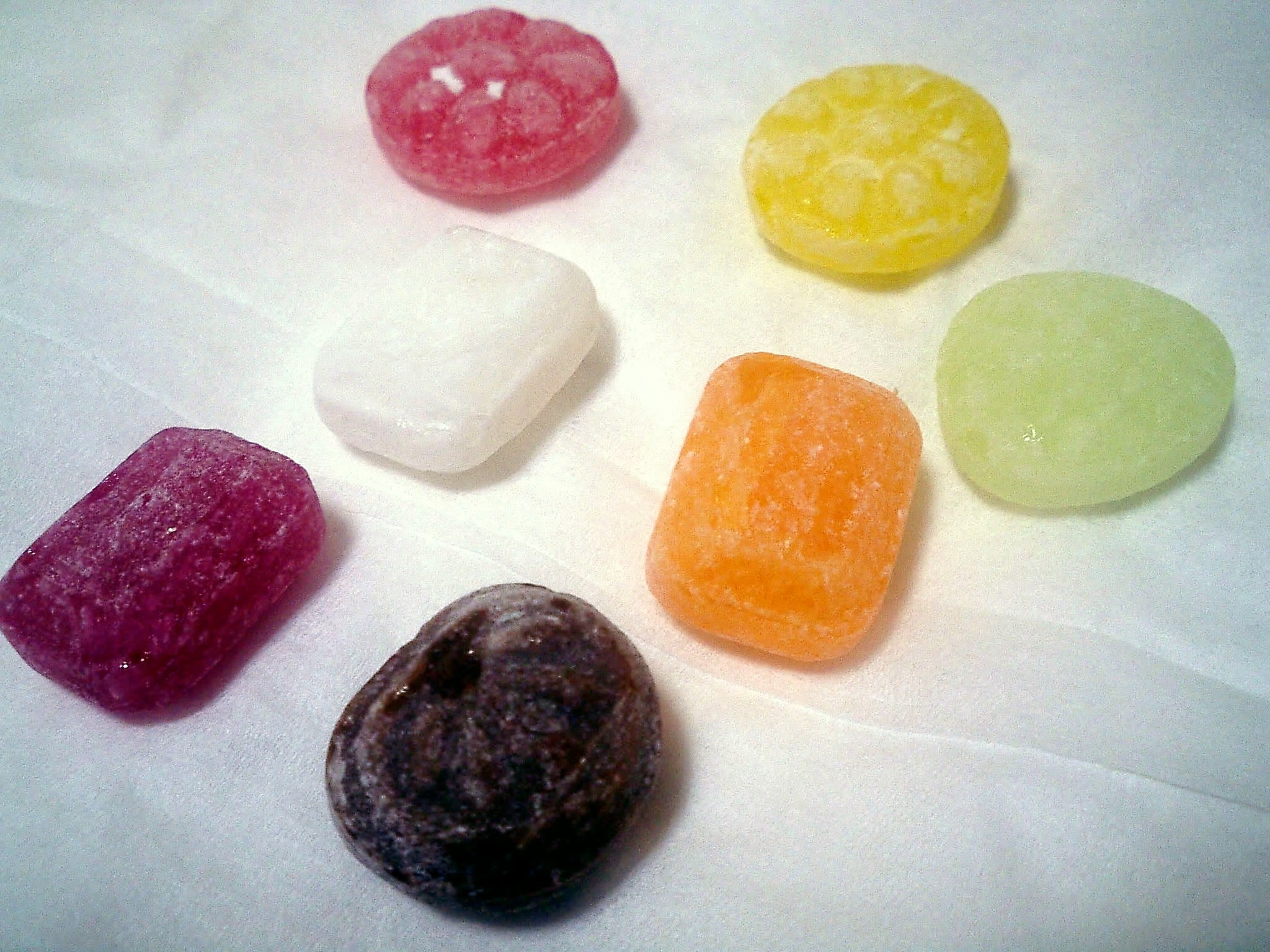
Balas do doce sakuma drops.

Os sakuma drops são mais conhecidas no Ocidente por seu aparecimento no filme animado Hotaru no Haka de 1988, do Studio Ghibli, e os doces tiveram um pequeno destaque na obra. Uma lata comemorativa foi lançada várias vezes ao longo dos anos apresentando a personagem Setsuko.